# Résidence du Parc (Liège)
 (décembre 2019).
Si vous disposez d'ouvrages ou d'articles de référence ou si vous connaissez des sites web de qualité traitant du thème abordé ici, merci de compléter l'article en donnant les références utiles à sa vérifiabilité et en les liant à la section « Notes et références ».
La résidence du Parc est un immeuble de la ville belge de Liège situé sur la place d’Italie. Il s'agit d'un immeuble à appartements moderniste avec un style art déco.

## Historique
Construit par l’architecte Camille Damman en 1937, il se situe dans le quartier administratif du Longdoz. Celui-ci fait face au pont Albert 1er entre la rue Renoz et la rue du Parc, il est l’immeuble principal de la place d’Italie tout en bénéficiant d’une implantation dégagée avec une large zone de recul au niveau de la façade avant. Il comprend 12 étages avec une hauteur totale d’environ 40 mètres. Ce bâtiment ressort par rapport aux autres grâce à son parement blanc, cependant l’arrière du bâtiment semble avoir été moins soigné. Aux alentours des années 1920-1930, les premiers immeubles en hauteur apparaissent à Liège, la Résidence du Parc est alors considérée comme le premier building de Liège. De plus, celui-ci rivalise entre autres avec au nord la résidence Astrid et au sud le Palais des Congrès situé dans le parc de la Boverie.

## Galerie

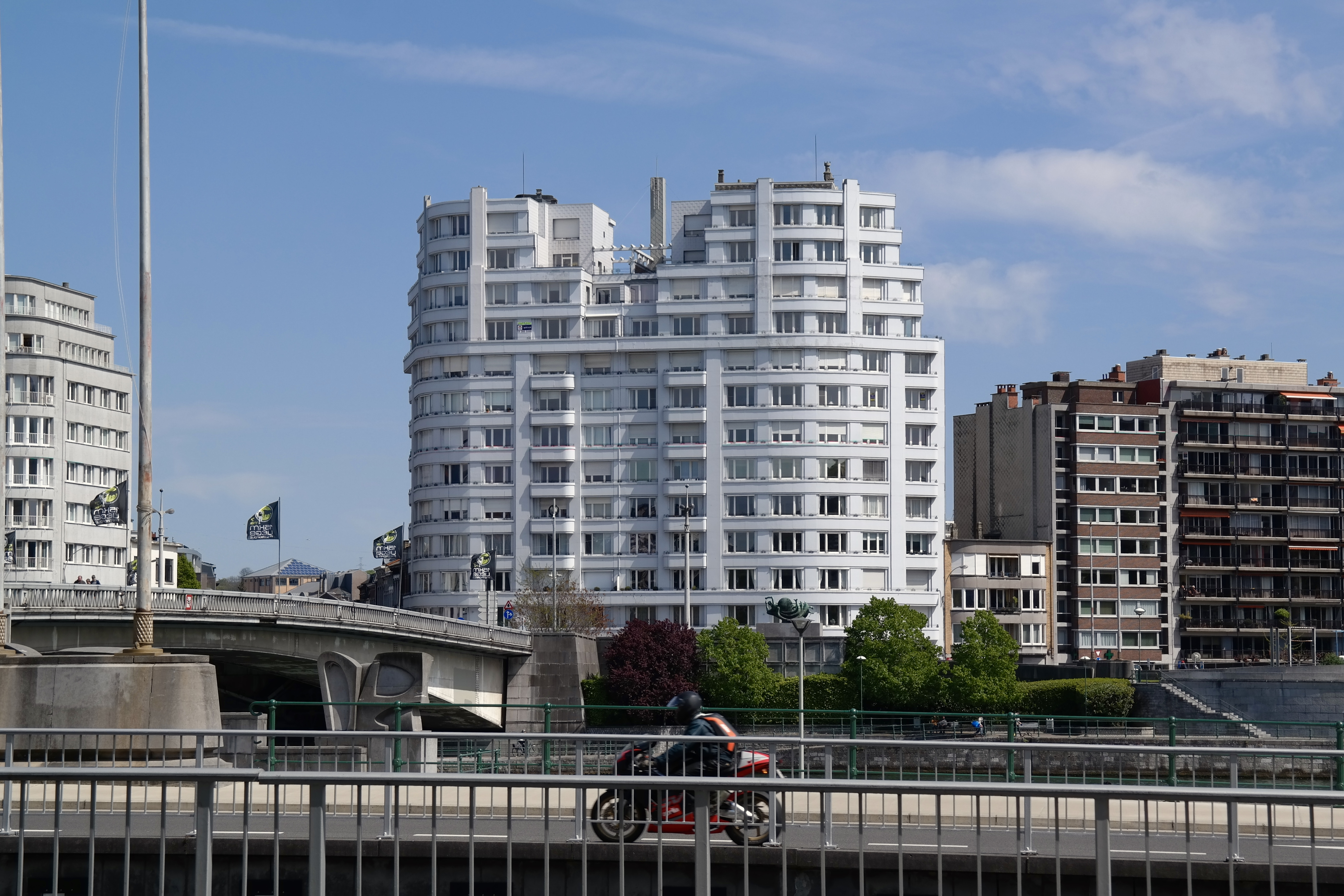
Résidence du Parc en 2017
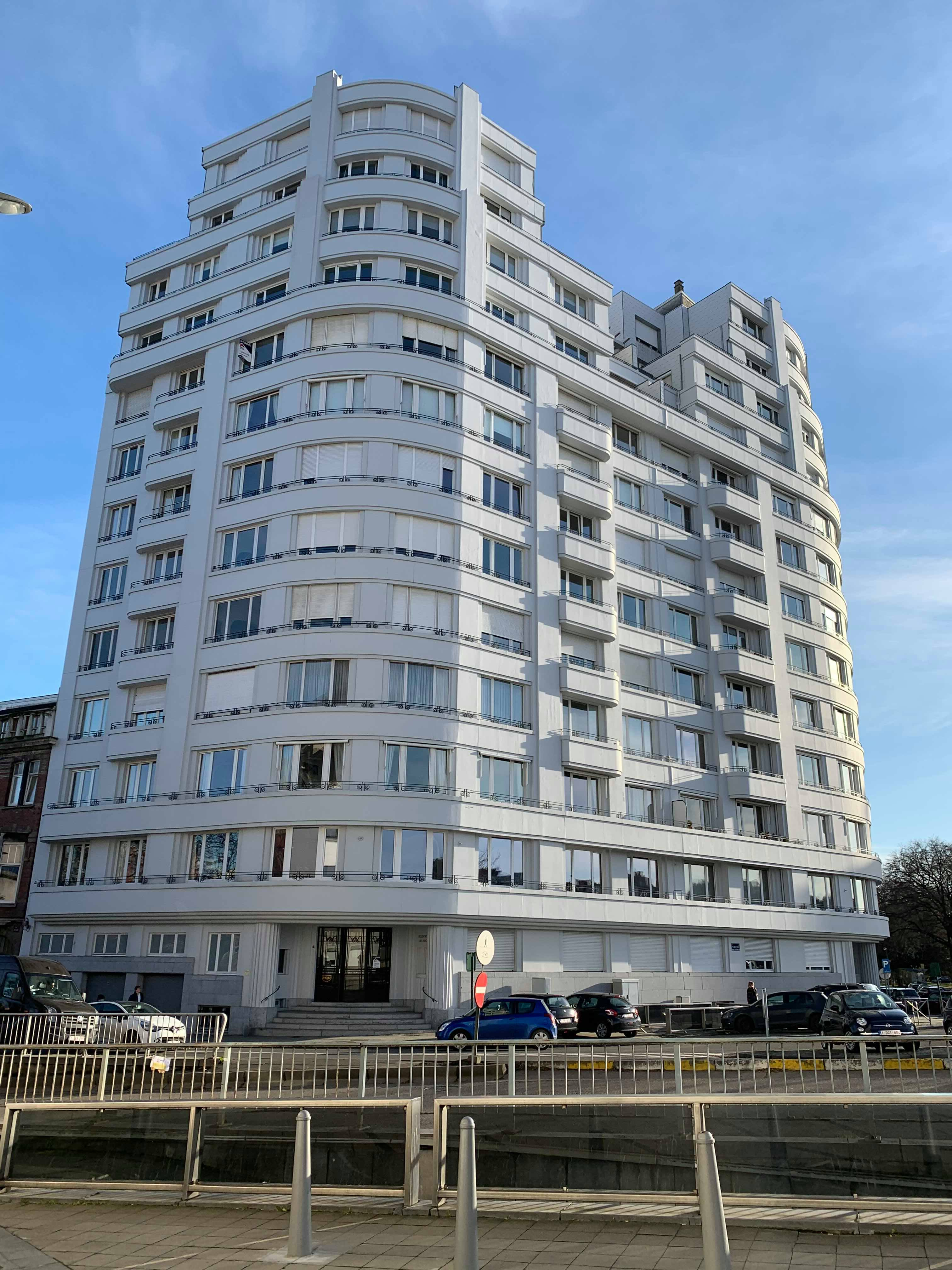
Au pied de la résidence Astrid.
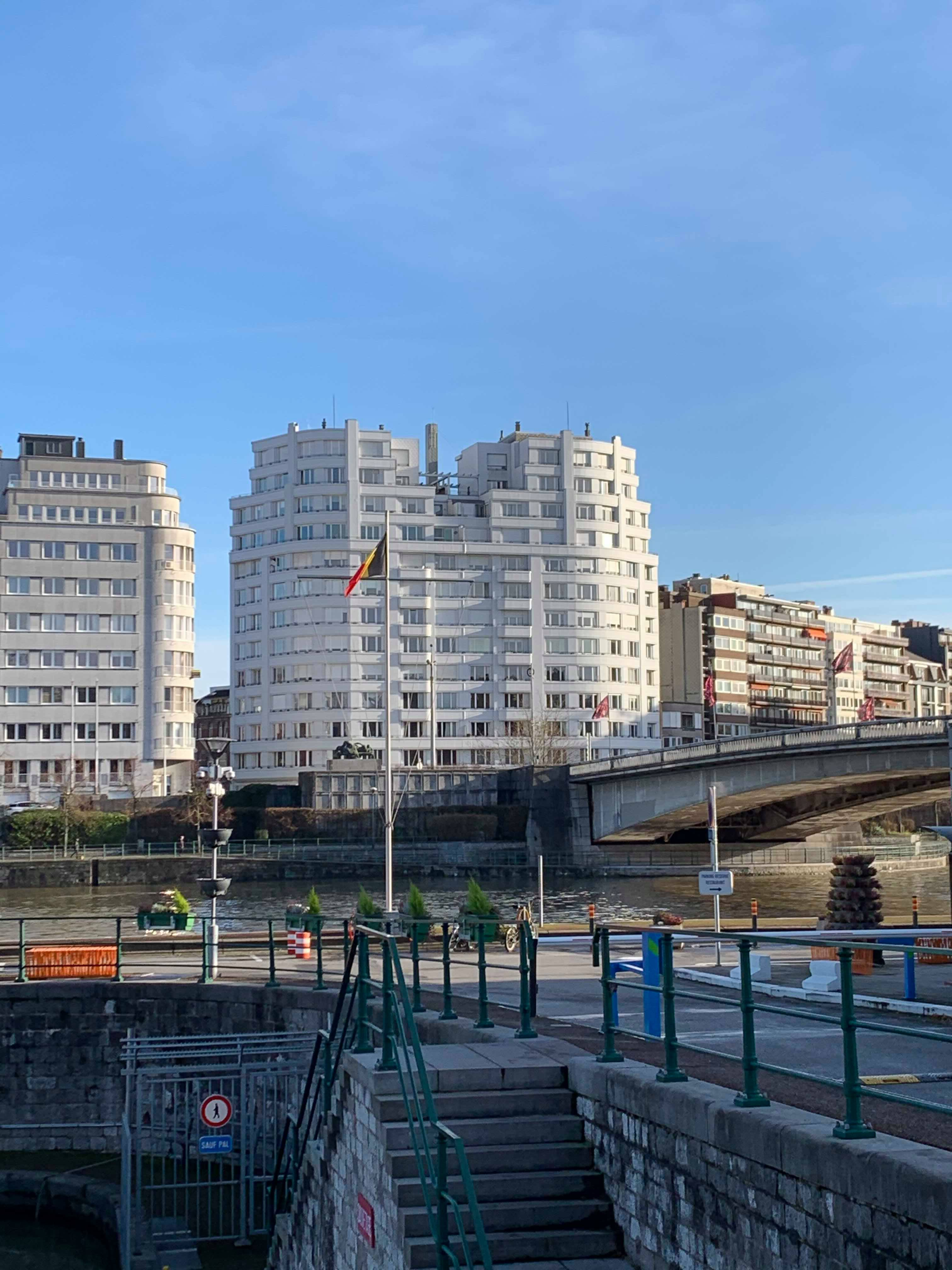
Depuis le boulevard Frère Orban.
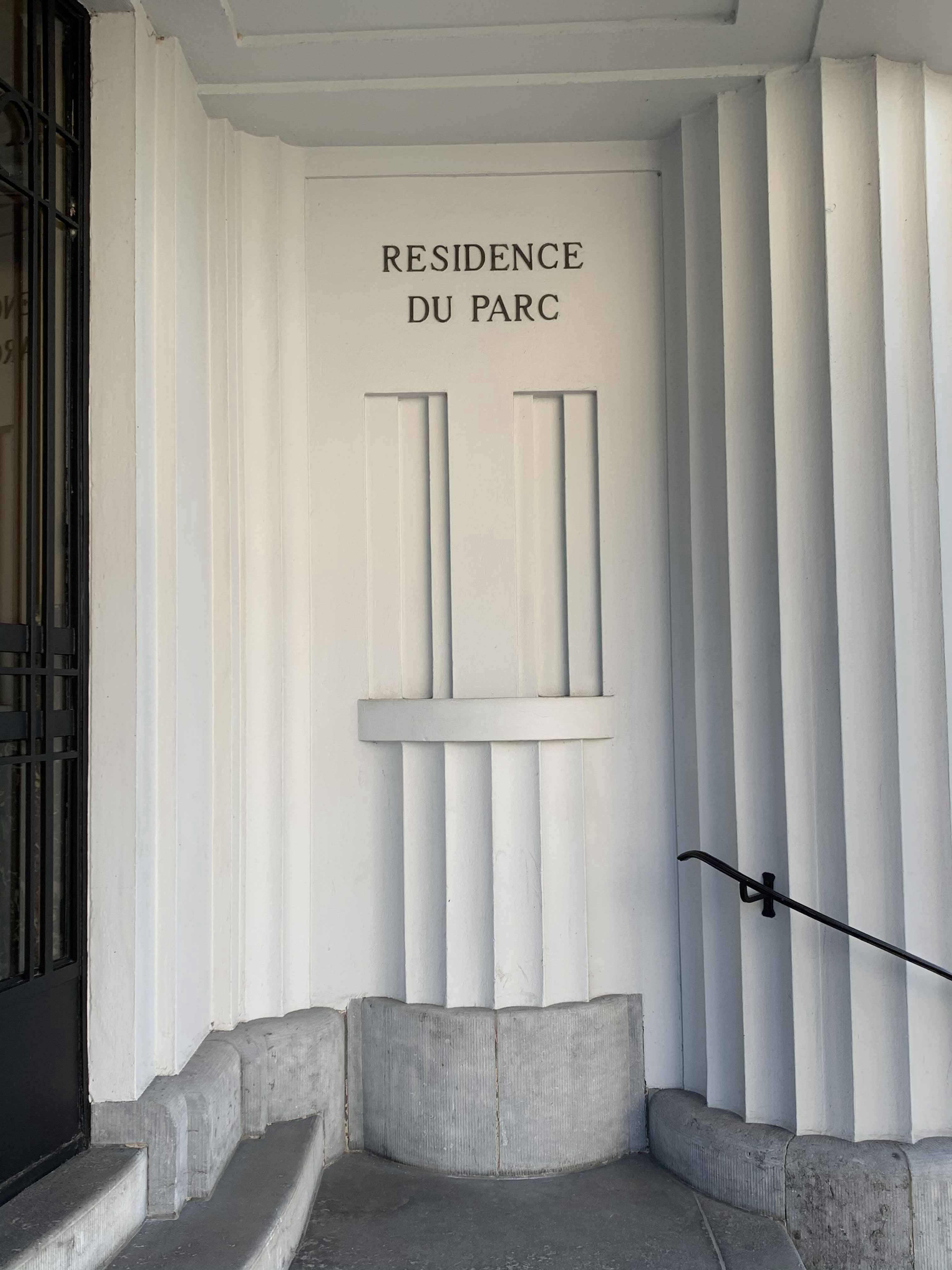
Entrée de la résidence.
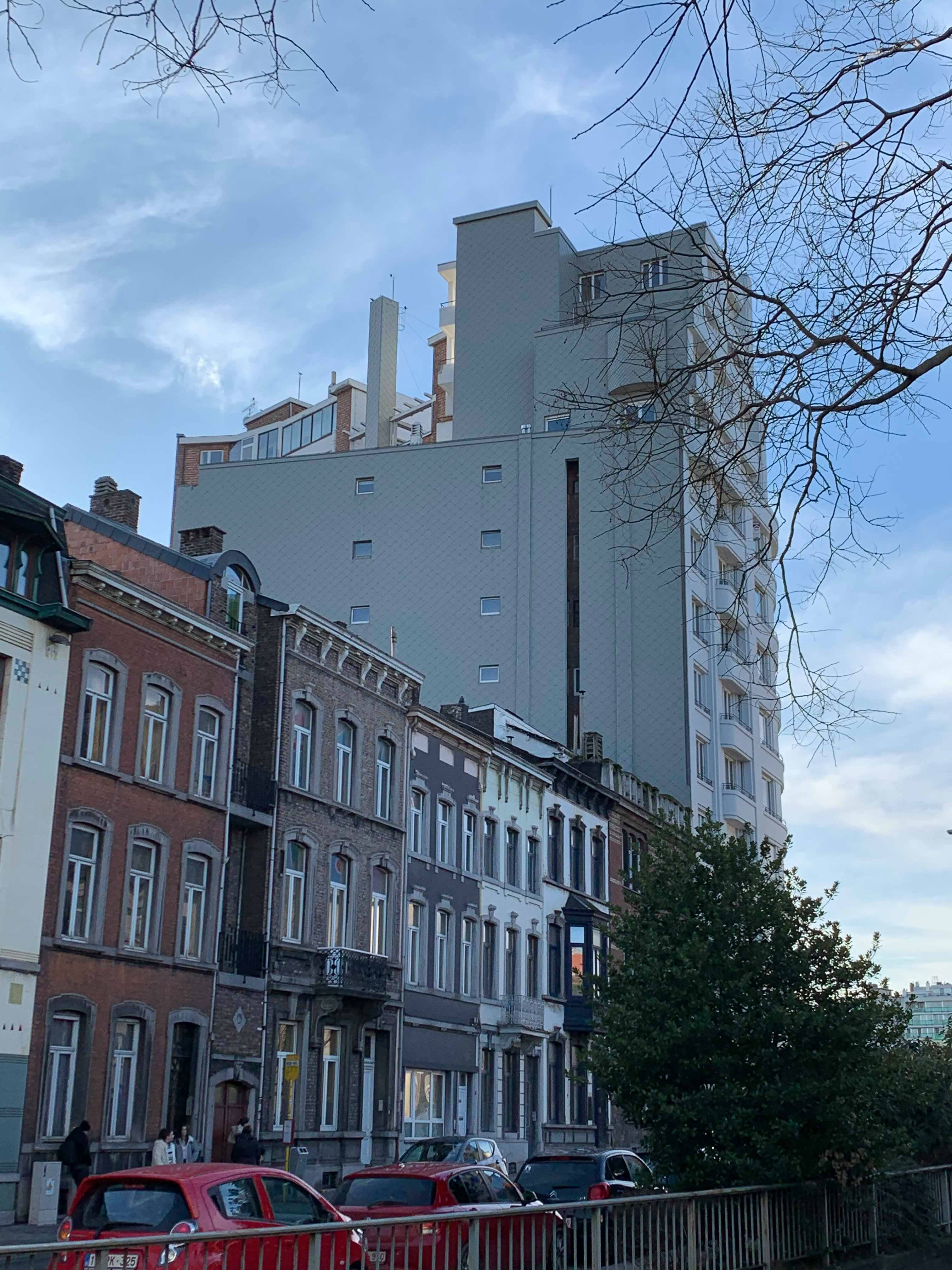
Depuis la rue Renoz.
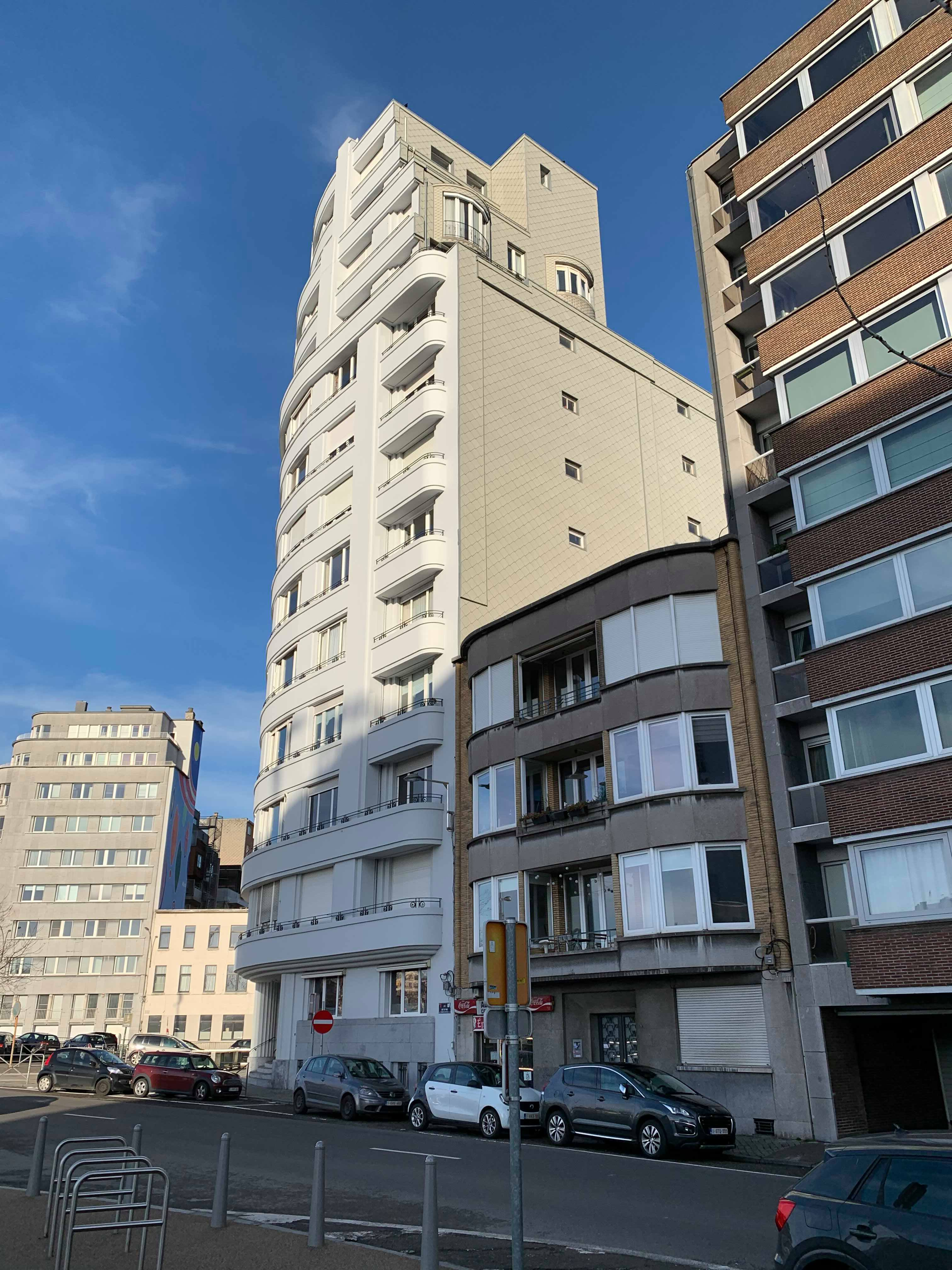
Depuis la rue du Parc.